# Bétête
Bétête est une commune française située dans le département de la Creuse en région Nouvelle-Aquitaine.

## Géographie
| La Cellette | Tercillat                 | Nouzerines       |
|             | Bétête                    | Malleret-Boussac |
| Genouillac  | Saint-Dizier-les-Domaines | Clugnat          |

### Climat
Pour des articles plus généraux, voir Climat de la Nouvelle-Aquitaine et Climat de la Creuse.
Historiquement, la commune est dans une zone de transition entre le climat océanique limousin et le climat montagnard.
En 2020, Météo-France publie une typologie des climats de la France métropolitaine dans laquelle la commune est dans une zone de transition entre le climat océanique altéré et le climat de montagne et est dans la région climatique  Ouest et nord-ouest du Massif Central, caractérisée par une pluviométrie annuelle de 900 à 1 500 mm, maximale en automne et en hiver.
Pour la période 1971-2000, la température annuelle moyenne est de 10,6 °C, avec une amplitude thermique annuelle de 15,2 °C. Le cumul annuel moyen de précipitations est de 902 mm, avec 12,2 jours de précipitations en janvier et 7,7 jours en juillet. Pour la période 1991-2020, la température moyenne annuelle observée sur la station météorologique la plus proche, située sur la commune de Genouillac à 7 km à vol d'oiseau, est de 11,3 °C et le cumul annuel moyen de précipitations est de 837,6 mm,. Pour l'avenir, les paramètres climatiques de la commune estimés pour 2050 selon différents scénarios d’émission de gaz à effet de serre sont consultables sur un site dédié publié par Météo-France en novembre 2022.

## Urbanisme

### Typologie
Au 1er janvier 2024, Bétête est catégorisée commune rurale à habitat très dispersé, selon la nouvelle grille communale de densité à 7 niveaux définie par l'Insee en 2022.
Elle est située hors unité urbaine et hors attraction des villes,.

### Occupation des sols
L'occupation des sols de la commune, telle qu'elle ressort de la base de données européenne d’occupation biophysique des sols Corine Land Cover (CLC), est marquée par l'importance des territoires agricoles (83,6 % en 2018), une proportion sensiblement équivalente à celle de 1990 (83,5 %). La répartition détaillée en 2018 est la suivante : 
prairies (48,4 %), zones agricoles hétérogènes (26,3 %), forêts (15,1 %), terres arables (8,9 %), zones urbanisées (1,3 %). L'évolution de l’occupation des sols de la commune et de ses infrastructures peut être observée sur les différentes représentations cartographiques du territoire : la carte de Cassini (XVIIIe siècle), la carte d'état-major (1820-1866) et les cartes ou photos aériennes de l'IGN pour la période actuelle (1950 à aujourd'hui).

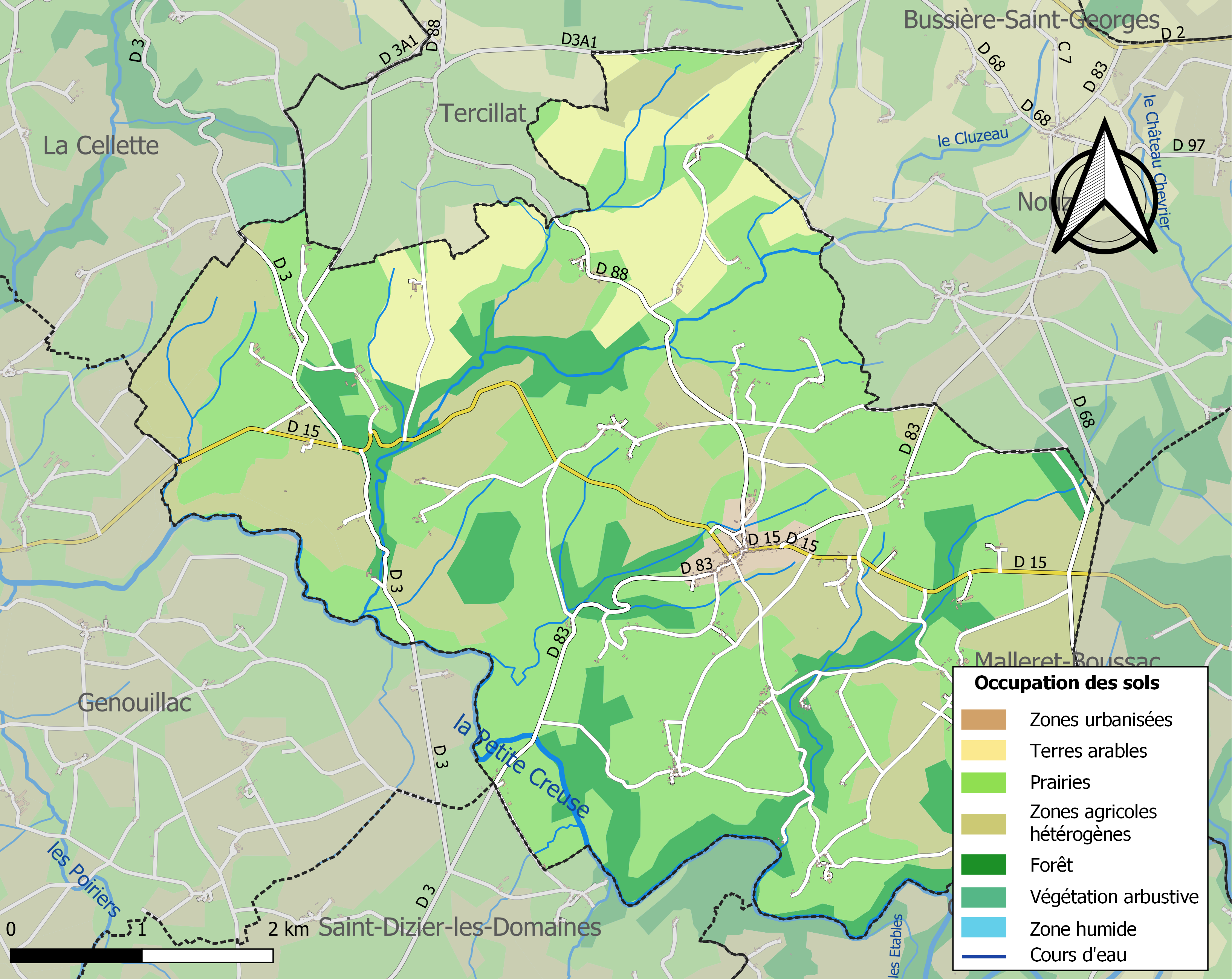
Carte des infrastructures et de l'occupation des sols de la commune en 2018 (CLC).

### Risques majeurs
Le territoire de la commune de Bétête est vulnérable à différents aléas naturels : météorologiques (tempête, orage, neige, grand froid, canicule ou sécheresse), inondations et séisme (sismicité faible). Il est également exposé à un risque particulier : le risque de radon. Un site publié par le BRGM permet d'évaluer simplement et rapidement les risques d'un bien localisé soit par son adresse soit par le numéro de sa parcelle.

#### Risques naturels
Certaines parties du territoire communal sont susceptibles d’être affectées par le risque d’inondation par débordement de cours d'eau, notamment la Petite Creuse. La commune a été reconnue en état de catastrophe naturelle au titre des dommages causés par les inondations et coulées de boue survenues en 1982 et 1999,.

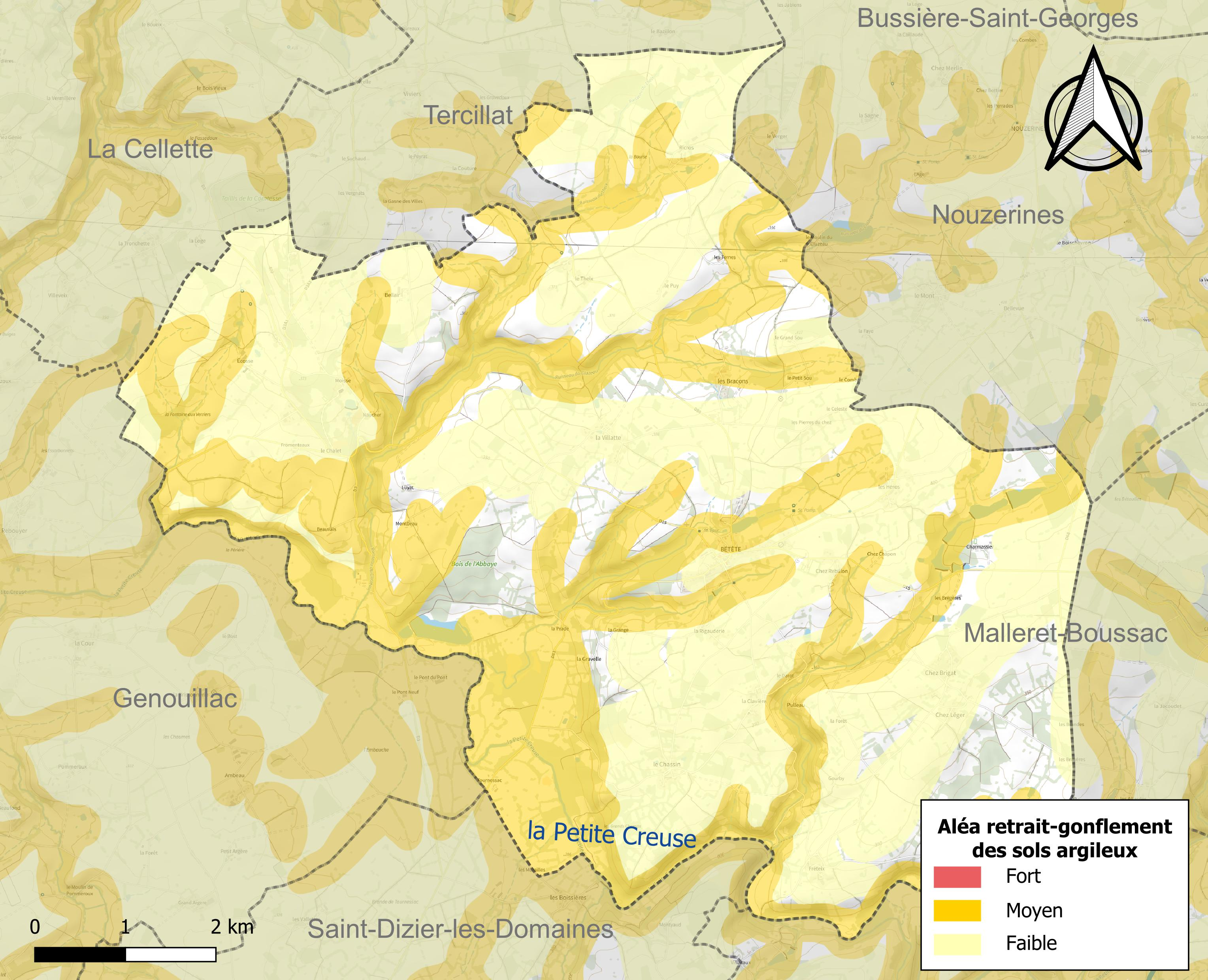
Carte des zones d'aléa retrait-gonflement des sols argileux de Bétête.

Le retrait-gonflement des sols argileux est susceptible d'engendrer des dommages importants aux bâtiments en cas d’alternance de périodes de sécheresse et de pluie. 41,3 % de la superficie communale est en aléa moyen ou fort (33,6 % au niveau départemental et 48,5 % au niveau national). Sur les 323 bâtiments dénombrés sur la commune en 2019, 70 sont en aléa moyen ou fort, soit 22 %, à comparer aux 25 % au niveau départemental et 54 % au niveau national. Une cartographie de l'exposition du territoire national au retrait gonflement des sols argileux est disponible sur le site du BRGM,.
Par ailleurs, afin de mieux appréhender le risque d’affaissement de terrain, l'inventaire national des cavités souterraines permet de localiser celles situées sur la commune.
Concernant les mouvements de terrains, la commune a été reconnue en état de catastrophe naturelle au titre des dommages causés par des mouvements de terrain en 1999.

#### Risque particulier
Dans plusieurs parties du territoire national, le radon, accumulé dans certains logements ou autres locaux, peut constituer une source significative d’exposition de la population aux rayonnements ionisants. Certaines communes du département sont concernées par le risque radon à un niveau plus ou moins élevé. Selon la classification de 2018, la commune de Bétête est classée en zone 3, à savoir zone à potentiel radon significatif.

## Histoire
Au Néolithique, la présence humaine sur la commune de Bétête, est confirmée par la découverte de plusieurs lames de silex de type « Grand Pressigny », La plus grande d’une longueur de 20 cm et pesant environ 130 g a été trouvée dans la vallée de la Petite Creuse, au lieu dit « La Charassée ».et conservée au musée de Guéret.
L’activité au IIe siècle est mise en évidence par les vestiges de constructions gallo-romaines, en particulier une sculpture, dans un bloc de granit d’environ 1,60 m, figurant une femme assise, les mains appuyées sur les genoux. Ce bloc servait autrefois de pas de porte à l’écurie d’un des domaines de Moisse. Des boites de sépulture, destinées à recevoir des urnes en terre ou en verre, contenant des cendres et des ossements ont été trouvées vers 1900 à Tournessac.
En 1920 la découverte, par un métayer d’Ecosse, d’un élégant vase en verre très limpide, d’une teinte bleu-vert permet d’affirmer qu’il s’agissait d’une urne funéraire, d’époque gallo-romaine. Elle était incluse dans un bloc de granit de 1,50 m, enfoui dans une terre nommée « Les Tombes » dont on pouvait supposer, qu’il s’agissait d’une nécropole. En outre à quelques centaines de mètres, un village disparu depuis longtemps « Les Verriers » abritait sans doute une fabrique artisanale.
Ces notices archéologiques ont été rédigées par le Comte Fernand de Beaufranchet
Du Moyen Âge à la Révolution l’histoire de Bétête se confond avec celle de l’abbaye de Prébenoit fondée en 1140 et construite, partie en Marche, partie en Berry. Les domaines et terres des villages de Bétête, sont connus par les dotations qu’en firent les seigneurs à l’abbaye : Seigneurs de Nouzerines, de Malval, de Déols et par les Vicomtes de Brosse.
Hélie Adémar donne sa terre de Moisse (Massa) sauf les hommes qui la cultivent, il donne aussi ses droits sur Malbosc (Montbeau). Plus tard il cède à l’abbaye ses biens de Cosset (Ecosse). Sa sœur et ses neveux abandonnent leurs droits sur la terre de Luyat. En 1162 donation par Guillaume et Gerald de Nozerines à Pierre Ier prieur de l’abbaye, des terres de Luyat, La Villatte et Montbosc .Sa fille et son gendre Ranulfe de Lognon (ou Le Groing) confirmant les rentes de Malbosc. À la même époque Geoffroy de Preuilly seigneur de Boussac donne « Chassa Goan » le Chassin et les droits sur Le Puy, et le bois de Montiol. Vers 1180 son neveu Eudes de Déols, puis en 1208 Raoul le fils de celui-ci confirment ces dons. En 1223 Aubert de Malval confirme les donations de ses prédécesseurs et y ajoute les terres et la foret de Moisse ainsi que la Grange de La Villatte. Une Grange était un domaine agricole ou une métairie qui comprend des prés, des bois, des landes, des pacages, des terres en jachère ou cultivées, des étangs et des moulins, mais aussi des bâtiments de ferme et parfois une chapelle. Ces Granges étaient exploitées par des moines et des ouvriers agricoles. En 1279 Evrard de Soc transige sur les terres du Cosset, des Bracons, de La Clavière.
À partir du XVe siècle, l’abbaye qui représentait une grande activité sur la paroisse de Bétête, connaît un début de déséquilibre financier : arrêt des dotations, dispersion des biens, les guerres de Religion ne sont pas loin. Deux terres échappaient à l’abbaye, les Ternes et le Thé. Au XVIIIe siècle, Claude Bertrand marquis de Beaumont était aussi qualifié de seigneur de Tercillat, du Theil, les Ternes et Bétête dont il était propriétaire. Nous verrons que la famille de Beaufranchet alliée à celle des Bertrand allait avoir un rôle prépondérant à Bétête au XIXe siècle.
Les moines de Prébenoit assurent aussi l’entretien de l’église paroissiale de Bétête et de son curé. En effet sous l’Ancien Régime, la dîme n’est pas perçue directement par le curé mais par de gros « décimateurs », les curés primitifs du haut clergé qui redonnent aux curés desservant du bas clergé la portion congrue , somme leur permettant de vivre correctement. En 1763, 300 livres sont dédiées à la portion congrue au curé de Bétête. En 1790, 772 livres sont versées au curé et à son vicaire. Nous avons peu d’informations sur la construction et les restaurations de l’église paroissiale qui avait pour patron Saint Pierre-es-liens. Les titulaires de la cure sont successivement nommés par l’abbé du Bourg-Dieu de Déols, puis par le prince de Condé jusqu’en 1721, et enfin par le roi lui même. En septembre 1435, Michel évêque de Nicosie consacre l’autel de l’église de Bétête.
En 1791 le Sieur Gérouille curé de la paroisse reçoit en dépôt, les objets destinés au service divin, entreposés dans la sacristie de Prébenoit : Une croix d’orfèvrerie, un petit bénitier, une chasse de St Eutrope, un mausolée en cuivre, une croix émaillée du XIIe siècle, un morceau du vêtement de St Bernard…. En avril de la même année, les deux derniers moines quittent l’abbaye et Henri Carbonnieres de Boussac prend possession des bâtiments et des terres pour la somme de 50 000 livres.
Au XIXe siècle, les idéaux républicains progressent rapidement en Creuse, les pratiques religieuses reculent, les lieus de culte se dégradent. L'église de Bétête est devenue un pauvre sanctuaire. Les murs lézardés risquent de s'effondrer en plusieurs endroits, le clocher menace de s’écrouler .Le curé Barrat nommé en 1855 fait appel à la foi des chrétiens de sa paroisse , pour restaurer l’édifice . Mais la commune refuse toute aide, seuls les nobles amis du curé acceptent de participer à la rénovation : le vicomte de Barral, le comte Ernest de Beaufranchet, Messieurs Desfosses et Rouffet. L’église est restaurée et agrandie. Une nouvelle travée, une nouvelle chapelle, des arceaux rajeunis, un autel en marbre blanc décorent le sanctuaire. Le 15 octobre 1872, l’évêque de Limoges viendra consacrer l’église, embellie, ce qui donnera lieu à une superbe cérémonie. La dernière fois où l’église accueillit autant de personnalités, fut le 24 octobre 1905 à l’occasion du mariage de Geneviève de Beaufranchet avec le vicomte Octave de Barral. 
Au XIXe siècle, la vie de Bétête est étroitement liée à celle de la famille de Beaufranchet , originaire d’Ayat en Auvergne et dont une des branches s’installe en Creuse, d’abord au lieu de La Chapelle près de Lépaud puis à Tercillat. En 1816 Claude Amable de Beaufranchet s’installe donc discrètement au château du Puy. Il acquiert d’abord quelques fermes à Moisse, village qui compte 5 maisons et 2 domaines, puis en 1832 Ecosse. En 1837 il achète Prébenoit et Montbaut à Mr Gerouille de Beauvais, en 1844 Belair, Ecosse (Lavoir), Luyat, Beauvais à Mr Dumarest de Belair conseiller à la cour de Limoges. Son fils Ernest né en 1818 fait l’acquisition de Naucher, Fromenteau, Le Pont. Fernand le fils d’Ernest crée le domaine de La Prade par acquisition d’héritages séparés et se trouve à la tête de 1 100 ha après acquisition d’Argéres et des Valettes. En occupant Moisse et les domaines voisins, Mr de Beaufranchet veut rénover l’agriculture et assurer une meilleure sélection du cheptel en choisissant les reproducteurs. Claude Amable déclarait : « il n’existe pas dans toute la région un seul agriculteur ». Il recrute donc un régisseur originaire de la Beauce. Les fermiers dont les baux n’ont pas été réévalués depuis plusieurs années sont contraints d’accepter le statut de métayers. Les landes de Bel air et des terres couvertes d’ajoncs sont labourées et mises en culture. Les chênes des belles futaies qui couvraient les champs sont coupés et vendus. En 1843 au moment de la construction du Château, les plus beaux arbres serviront à usage de charpente et de solives, mais aussi de pilotis, enrobés dans du béton et coulés dans les fondations .Le sol de Moisse est gorgé d’eau. Cette construction, toute simple était une copie agrandie de celle du Puy. Il l'assura à son fils Ernest en 1854. En 1877, trois ans après le mariage de Fernand qui disait que le château de son père le faisait penser à une caserne ou à un monastère, Ernest conçut le projet de l’agrandir. Il fit appel à l'architecte Jean Bélizaire Moreau, de Moulins. Les travaux entrepris en juin 1878 durèrent jusqu'en décembre 1884. Entre-temps, Ernest mourut accidentellement, le 1er juillet 1882 et Fernand acheva le projet de son père. L'architecte s'inspirant des châteaux d'agrément du début du XVIIe siècle, style Louis XIII, y ajoute les deux ailes et les tours et nous laisse un bien beau bâtiment à fière allure.
La vie politique est, elle aussi, orchestrée par les comtes de Beaufranchet qui deviendront à plusieurs reprises maires, à défaut d’obtenir les postes plus prestigieux, de député ou conseiller général. Au XIXe siècle les maires sont nommés par le roi sous la restauration, par le préfet ensuite. Les conseillers sont élus pour 6 années mais jusqu’en 1867, ils n’ont qu’un rôle consultatif, le maire a les pleins pouvoirs. Les habitants de Bétête sont beaucoup plus imprégnés des idées républicaines, voir révolutionnaires que ceux des communes voisines. Ernest de Beaufranchet , mais surtout son fils Fernand monarchistes convaincus, seront en conflit permanent avec les conseillers républicains ou socialistes . Ernest est nommé maire en 1855. En 1863, il se présente à la députation dans la circonscription de Guéret et Boussac contre Mr Delamare le candidat soutenu par le préfet. Il échoue et le poste de maire ne lui est pas renouvelé. En 1870, il subit un revers à l’élection de conseiller général, malgré l’appui du candidat républicain Auguste Lacôte. À partir de cette date, son fils Fernand s’engage en politique. Elu conseiller municipal en 1870, le poste de maire lui échappe par 7 voix contre 5 au profit d’Amable Leprat. Le scénario se renouvelle en 1878, Etienne Pignot prend la mairie au bénéfice de l’age. En 1884, il ne parvient pas à prendre le siège au conseil général. Il en rend responsable, les maires de Clugnat, Chatelus, Genouillat et le directeur du journal l’Abeille de la Creuse, il accuse ses adversaires de fraude électorale. Fernand est enfin élu maire de Bétête en 1884 puis en 1892, grâce au vote de ses conseillers : François Gorges, Armand Desfosses, Jacques Leprat, Pierre Ducarteron, Jean Rebillon, Pierre Dechiron et Charles Billard, l’opposition étant représentée par Louis Alalinarde, Pierre Mathurin et Jean Baptiste Leprat. Sa carrière politique s’arrêtera en 1904, sa mère décédée l’année précédente, il ne se représentera pas aux élections municipales. Etrangement à la mairie de Bétête Fernand de Beaufranchet figure comme premier magistrat de la commune, entre 1976 et 1978, alors que ses mémoires et les actes d’Etat Civil prouvent le contraire. En 1902 ,1903 l’école libre est une nouvelle occasion pour les conseillers d’entrer en conflit. Cet établissement d’enseignement fondé en 1894 par Mr de Beaufranchet et tenu par les sœurs de Sainte Philomène, dont la maison mère est à Salvert (haute Vienne), fait l’objet d’une demande d’autorisation auprès du préfet. Celui-ci n’y est pas favorable argumentant que cette école ne représente pas un caractère d’utilité, qu’elle est tenue par une famille réactionnaire, qu’elle représente un instrument de division et de discorde au sein de la population rurale de Bétête et que la commune s’est imposée des lourds sacrifices pour faire construire des bâtiments scolaires assez grands pour accueillir tous les élèves .Pourtant la majorité du conseil accorde l’autorisation. Les interventions du sous préfet, du préfet et même du ministre des cultes n’arrêteront pas l’activité de l’école libre avant la guerre de 14.
Au XXe siècle, la commune vivra tous les événements de l’histoire de France : les 40 morts pour la France inscrits sur le monument, l’entre deux guerres avec le front populaire, les 600 réfugiés arrivés en mai 1940, la résistance au moment du débarquement. Pendant cette période difficile, Camille Faix maire de 1932 à 1944 a su donner à son action un caractère humanitaire et social. Avant la guerre, il met en place une grande réunion socialiste à Tournesac où les députés du Morbihan, du Puy de Dôme, de l’Allier prendront la parole. Il organise une manifestation, pour favoriser le mariage entre jeunes célibataires des villages voisins .Il prépare un accueil chaleureux pour les réfugiés déjà cruellement éprouvés par l’abandon de leurs foyers. La commune connaîtra, la modernisation de l’agriculture jusqu’au début des années 1960 et sa plus forte activité après la guerre. Plus de 40 commerces feront vivre sa population. 

## Politique et administration
À l'issue des élections municipales de mars 2008 Olivier Contarin a été élu maire de la commune par le nouveau conseil municipal.
| Période                                  | Période  | Identité                  | Étiquette | Qualité  |
| ---------------------------------------- | -------- | ------------------------- | --------- | -------- |
| Les données manquantes sont à compléter. |          |                           |           |          |
| 1874                                     | 1878     | Ferdinand de Beaufranchet | royaliste | Rentier  |
| Les données manquantes sont à compléter. |          |                           |           |          |
| 1884                                     | 1904     | Ferdinand de Beaufranchet | royaliste | Rentier  |
| Les données manquantes sont à compléter. |          |                           |           |          |
| 1937                                     | ?        | Camille Faix              | SFIO      |          |
| mars 2001                                | 2008     | Alain Nouallet            | DVG       |          |
| mars 2008                                | 2014     | Olivier Contarin          |           |          |
| mars 2014                                | En cours | Martial Delcuze           | SE        | Retraité |
| Les données manquantes sont à compléter. |          |                           |           |          |

## Démographie

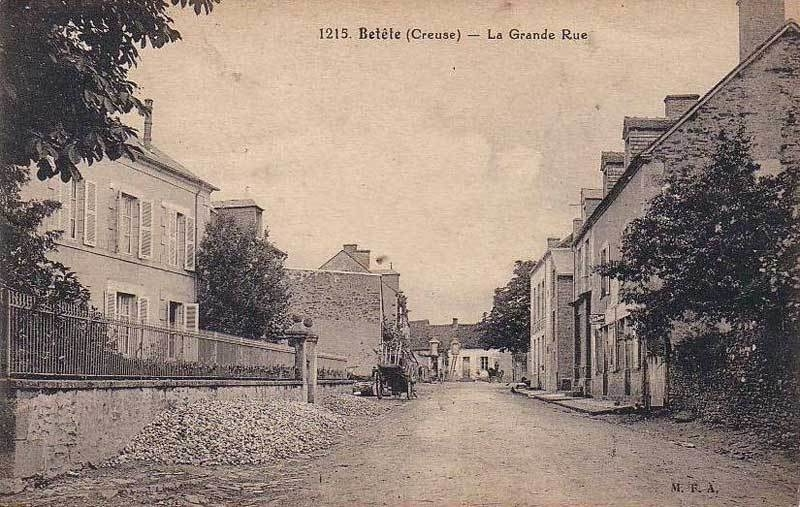
Carte postale du village vers 1910.

L'évolution du nombre d'habitants est connue à travers les recensements de la population effectués dans la commune depuis 1793. Pour les communes de moins de 10 000 habitants, une enquête de recensement portant sur toute la population est réalisée tous les cinq ans, les populations de référence des années intermédiaires étant quant à elles estimées par interpolation ou extrapolation. Pour la commune, le premier recensement exhaustif entrant dans le cadre du nouveau dispositif a été réalisé en 2005.

En 2022, la commune comptait 386 habitants, en évolution de +6,04 % par rapport à 2016 (Creuse : −3,32 %, France hors Mayotte : +2,11 %).
| 1793 | 1800 | 1806 | 1821 | 1831  | 1836  | 1841  | 1846  | 1851  |
| ---- | ---- | ---- | ---- | ----- | ----- | ----- | ----- | ----- |
| 824  | 727  | 776  | 924  | 1 003 | 1 055 | 1 031 | 1 055 | 1 030 |

| 1856  | 1861 | 1866 | 1872 | 1876  | 1881  | 1886  | 1891  | 1896  |
| ----- | ---- | ---- | ---- | ----- | ----- | ----- | ----- | ----- |
| 1 065 | 974  | 946  | 986  | 1 080 | 1 119 | 1 214 | 1 159 | 1 177 |

| 1901  | 1906  | 1911  | 1921  | 1926 | 1931 | 1936 | 1946 | 1954 |
| ----- | ----- | ----- | ----- | ---- | ---- | ---- | ---- | ---- |
| 1 164 | 1 205 | 1 212 | 1 034 | 938  | 817  | 832  | 802  | 694  |

| 1962 | 1968 | 1975 | 1982 | 1990 | 1999 | 2005 | 2006 | 2010 |
| ---- | ---- | ---- | ---- | ---- | ---- | ---- | ---- | ---- |
| 670  | 668  | 651  | 638  | 525  | 427  | 375  | 370  | 346  |

| 2015 | 2020 | 2022 | - | - | - | - | - | - |
| ---- | ---- | ---- | - | - | - | - | - | - |
| 362  | 378  | 386  | - | - | - | - | - | - |

## Culture locale et patrimoine

### Lieux et monuments
- Abbaye de Prébenoît inscrite au titre des monuments historiques en 1980[24].
- Église Saint-Pierre-ès-Liens
- Château d'Écosse
- Château de Moisse

### Personnalités liées à la commune
- Jean de Brosse (1375-1433), maréchal de France